# 2020—2021年美國選舉抗議活動
2020－2021年美国选举抗议活动是关于2020年时任总统的唐纳德·特朗普与前副总统乔·拜登之间的2020年美国总统大选的争议所引发的一系列抗议活动。抗议活动在美国多个城市发生。

## 起因
特朗普在11月4日凌晨白宫发表的讲话中抨击了点票工作，称其为“毫无根据的欺诈”并声称：“就我而言，我们已经赢了（大选）” 主流媒体转播了特朗普的讲话，但在讲话结束之后进行了事实核查并否认特朗普胜选的说法。 此外，前美國總統顧問史蒂夫·班农建议对安东尼·福奇和联邦调查局局长克里斯托弗·A·瓦雷“施加暴力”以此“警告联邦官员”为特朗普总统连任背书。 
几个月来，观察人士一直在暗示特朗普可能会提前宣布自己获胜，因为选举夜统计的初步选票可能会明显偏向共和党，而由于民主党提倡邮寄投票，而邮寄票在现场票之后开出，从而导致部分州的结果会在计票后期翻蓝（由共和党领先翻转为民主党领先）。故随着更多邮寄票数的出现，选举结果将对拜登更加有利。 

## 抗议活动
在某些州的最终投票结束之前，抗议活动就已经在美国一些城市开始。尽管许多抗议活动是和平的，但部分特朗普和拜登支持者之间发生了暴力冲突，导致有人受伤，部分抗议者被逮捕。

## 2020年

### 11月4日
- 在曼哈顿，抗议者发起的和平示威活动演变成了示威者与警方之间的冲突，警方于当晚逮捕25人并发出30多张传票。在抗议活动和冲突发生之后，由于投票结果不确定，纽约市的气氛仍然非常紧张，纽约警察局也准备平息任何潜在的动乱。警方驱散了数百人，其中一些人早些时候聚集在曼哈顿中城，然后向南行进，并与华盛顿广场公园的其他抗议者会合。抗议者短暂地阻断了交通，并高喊“每个城市，每个城镇都要把分区警察局烧毁”的口号。 [27]纽约警察局局长德莫特·希亚表示他们在一些抗议者身上发现了武器，其中包括刀、泰瑟电击枪和M-80炸药。 [28]

- 在芝加哥市中心，特朗普要求停止计票的言论引发了示威者的不满。数百人聚集在芝加哥的戴利广场，然后游行穿过整个环路。示威者对特朗普总统要求“停止所有计票”的言论表达了的愤怒。市政府官员预先采取了措施升起了瓦巴什大街大桥，以防止特朗普大厦附近发生骚乱和暴动。 [29]

- 在明尼阿波利斯的Cedar-Riverside社区和亨内平县州政府中心，数百名抗议者发起游行，抗议总统大选；之后两股示威人群会合进入94号州际公路。跨州的防暴执法机构已经在示威之前提前在该州公路上部署。大约晚上8点，当警方接近示威队伍时，数十名抗议者试图冲破围栏，以越过州际公路。 [30]根据明尼苏达州公共广播电台的报道，警方逮捕了646名抗议者但之后全部释放。[28]

- 在西雅图，数百名示威者举行选举夜抗议活动。活动中，有示威者将路障和钉子等物品置于道路上。根据当地新闻，警察表示要对聚集的示威团体使用化学制剂（Chemical Agents）。有8人因干扰行人、阻塞交通、殴打警察、危险驾驶以及抢劫偷盗被捕。 [31]

### 11月5日
- 11月5日，特朗普的支持者在拜登领先的亚利桑那州菲尼克斯要求对剩余的选票进行计数，而在特朗普票数最初领先的密歇根州和宾夕法尼亚州，特朗普的支持者则要求停止计票。 [32]

- 在波特兰，有抗议者发生骚乱，原因是人们要求对选举中的所有投票计数。在抗议者砸碎业主窗户之后，姆尔特诺默县警长宣布当地发生骚乱。警长办公室称，俄勒冈州州长凯特·布朗启用了州国民警卫队，以帮助当地执法部门应对骚乱。 [33]
- Facebook禁止了一个名为“ Stop the Steal”的小组页面，理由是一些参与者呼吁施加暴力。特朗普的支持者使用该页面组织抗议选举结果的抗议活动。在Facebook关闭该小组之前，它已经吸引了300,000位关注者。[34]

- 在宾夕法尼亚州费城，警方迅速采取行动，指控一个密谋袭击袭击宾夕法尼亚会议中心（英语：Pennsylvania Convention Center）的团体。警方逮捕了两名非法持枪的武装人员，同时在他们乘坐的悍马车中发现了另一把枪。该会议中心目前正在计算费城的选举票数，[35][36]

### 11月6日
- 在底特律，当工作人员在TCF会议中心（英语：TCF Center）进行计票工作时，有200名亲特朗普抗议者聚集在会议中心外抗议，其中一些人持有手枪。[37]
- 在波特兰，抗议者破坏了波特兰市政官员丹·瑞安（Dan Ryan）的房屋，之后纵火焚烧波特兰市政厅（英语：Portland City Hall (Oregon)）。[38]
- 在匹兹堡，亲特朗普和反特朗普的示威团队在阿勒格尼县工作人员计票的地方附近发生冲突。[37]
- 在俄亥俄州扬斯敦，约有50名亲特朗普抗议者在当地的WKBN电视新闻台（英语：WKBN-TV）外集会。[39]

### 11月7日
- 在阿肯色州小石城，有大约50名持枪的特朗普支持者在州议会大厦与另一群抗议者会面并在大厦外抗议。[40]
- 在北拉斯维加斯，有100位特朗普支持者在克拉克县选举投票部门外示威。[41]
- 在兰辛，500名多名特朗普支持者在密西根州議會大廈外抗议，他们认为州议会操纵总统竞选，使拜登当选为总统。[42]
- 在北卡罗来纳州罗利市，支持特朗普的抗议者在哈利法克斯购物中心和北卡罗来纳州行政大厦（英语：North Carolina Executive Mansion）外举行“ Stop the Steal”集会。[43]

### 11月8日
- 在亚利桑那州凤凰城，数百名持枪的特朗普支持者对拜登胜选表示抗议，称民主党窃取了选举，也有一些拜登支持者在现场抗议。[44]

### 11月14日
- 在美国首都华盛顿，多个支持特朗普的右翼组织举行大规模游行，抗议大选舞弊。參與者包括骄傲男孩、 亚历克斯·琼斯以及一些共和党国会议员[45]。當晚，特朗普支持者與反對者在華盛頓發生小規模的肢體衝突[46]。

### 11月16日
- 在波特兰，数百名无政府主义者和反法西斯主义者同时抗议了特朗普和拜登两位总统候选人。抗议者举着标语，标明“强大的社区使政客过时”、“我们不想要拜登，我们想报仇”，并高呼“Fuck Biden”。一小部分示威者发生暴动。俄勒冈州国民警卫队前往波特兰维持秩序，17名抗议者被捕。[47]

### 11月18日
- 亲特朗普的电台主持人亚历克斯·琼斯在亚特兰大的佐治亚州议会大厦举行了“Stop the Steal（英语：Stop the Steal）”抗议活动。[48]

### 12月12日
- 支持美国总统特朗普的人士和保守团体在华盛顿以及佐治亚、宾夕法尼亚、密歇根、威斯康星、内华达和亚利桑那州的首府举行游行，抗议总统选举结果[49]。

## 2021年

### 1月6日
- 美國國會參眾兩院在下午舉行聯席會議，認證選舉人團選出拜登為下一任美國總統，國會開始辯論不到一小時，支持川普的示威群眾衝入國會，兩院會議均遭中斷，國會警察持械戒備，現場瀰漫催淚瓦斯，一名女性示威者胸部中彈，不久後確定身亡。上千名示威群眾湧進國會，數十人持槍與高舉南方邦聯戰旗；參、眾議員輪流被安全撤離，國會稍早前告訴還在場內的議員、工作人員和記者戴上防毒面具。[50]抗议期间，有2名示威者因为非暴力原因死亡，还有两名警察因为暴力而死亡。
- 華盛頓特區市長當天宣佈城市宵禁，晚上6時開始生效。[51]
- 在警方強勢介入，並使用催淚瓦斯與閃光彈等手段清場後，負責維持秩序和安全的美國聯邦參眾兩院的糾儀長宣布「國會安全了」，國會議員在示威衝突期間被疏散到華府附近的安全地帶，他們說若狀況允許將復會繼續進行認證選舉人投票結果的程序。[50]

### 1月9日
- 100名左右特朗普的支持者聚集在明尼苏达州议会大厦前，要求停止盗窃2020年大选选举成果[52]。